# Stadio Renato Dall'Ara
Stadionul Renato Dall'Ara este un stadion din Bologna, Italia. Este stadionul de casă al echipei Bologna FC 1909. Acesta are o capacitate de 38.769 locuri.